# Hara-Kiri : Mort d'un samouraï
Pour les articles homonymes, voir Hara-kiri (homonymie).
Pour plus de détails, voir Fiche technique et Distribution.
Hara-Kiri : Mort d'un samouraï (一命, Ichimei, Une Vie) est un film japonais réalisé par Takashi Miike et produit par Jeremy Thomas et Toshiaki Nakazawa, sorti en 2011. 
Le film est présenté en sélection officielle au festival de Cannes 2011. Nouvelle version de Hara-kiri (切腹, Seppuku) tourné en 1962 par Masaki Kobayashi, c'est la deuxième adaptation cinématographique d'un roman de Yasuhiko Takiguchi, sorti en 1958.

## Synopsis
Au XVIe siècle, au début de l'époque d'Edo, Hanshiro, un samouraï sans ressources, demande au clan Ii l'autorisation de commettre le suicide rituel des samouraïs (Seppuku) au sein de leur fief. Il est reçu par l'intendant Kageyu qui tente de l'en dissuader en lui racontant l'horrible histoire d'un jeune rōnin qui s'était présenté à eux avec la même demande. À son tour, Hanshiro lui conte une autre histoire.

## Fiche technique
- Réalisation : Takashi Miike
- Scénario : Kikumi Yamagishi, selon une œuvre de Yasuhiko Takiguchi
- Musique : Ryuichi Sakamoto
- Photographie : Gilles Henry
- Sociétés de production : Sedic International, Recorded Picture Company, Olm, Inc., Rakueisha Co.
- Sociétés de distribution : Rezo Films, Studio 37
- Langue originale : japonais
- Format : couleur — 2,35:1 — son Dolby Digital
- Durée : 126 minutes
- Dates de sortie : 19 mai 2011 (Festival de Cannes 2011)

## Distribution
- Ichikawa Ebizo : Hanshirō Tsugumo
- Eita Nagayama : Chijiiwa Motome
- Hikari Mitsushima : Miho
- Kōji Yakusho : Kageyu Saito
- Munetaka Aoki (ja) : Hikokuro Omodaka
- Naoto Takenaka : Tajiri
- Hirofumi Arai : Hayatonosho Matsuzaki
- Kazuki Namioka : Umanosuke Kawabe
- Ayumu Saitô : Fujita
- Takehiro Hira : Naotaka Ii
- Baijaku Nakamura (en) : Jinnai Chijiiwa
- Yoshihisa Amano (ja) : Sasaki
- Ippei Takahashi : Naito
- Takashi Sasano (en) : prêtre Sosuke
- Goro Daimon : prêtre

## Récompense
En octobre 2011, le film reçoit le Dolby3D Award pour la technologie 3D au Festival international du film de Palo Alto.